# Сентрагома (Оклахома)
Сентрагома (англ. Centrahoma) — місто (англ. city) в США, в окрузі Коул штату Оклахома. Населення — 81 особа (2020).

## Географія
Сентрагома розташована за координатами 34°36′37″ пн. ш. 96°20′37″ зх. д. / 34.61028° пн. ш. 96.34361° зх. д. (34.610409, -96.343605).  За даними Бюро перепису населення США в 2010 році місто мало площу 0,63 км², уся площа — суходіл.

## Демографія
Згідно з переписом 2010 року, у місті мешкало 97 осіб у 40 домогосподарствах у складі 29 родин. Густота населення становила 155 осіб/км².  Було 47 помешкань (75/км²).
Расовий склад населення:
| - 77,3 % — білих - 12,4 % — корінних американців |

До двох чи більше рас належало 10,3 %. Частка іспаномовних становила 1,0 % від усіх жителів.
За віковим діапазоном населення розподілялося таким чином: 18,6 % — особи молодші 18 років, 64,9 % — особи у віці 18—64 років, 16,5 % — особи у віці 65 років та старші. Медіана віку мешканця становила 49,2 року. На 100 осіб жіночої статі у місті припадало 120,5 чоловіків;  на 100 жінок у віці від 18 років та старших — 113,5 чоловіків також старших 18 років.
Середній дохід на одне домашнє господарство  становив 23 913 долари США (медіана — 18 750), а середній дохід на одну сім'ю — 25 200 доларів (медіана — 15 625). За межею бідності перебувало 55,1 % осіб, у тому числі 66,7 % дітей у віці до 18 років та 25,0 % осіб у віці 65 років та старших.
Цивільне працевлаштоване населення становило 12 особи. Основні галузі зайнятості: освіта, охорона здоров'я та соціальна допомога — 33,3 %, транспорт — 25,0 %, публічна адміністрація — 16,7 %.